# Космічна наука і технологія (журнал)
«Космічна наука і технологія» — науковий журнал, що друкує оглядові та оригінальні статті з таких розділів космічної науки, техніки та технології:
- Ракето-носії та космічні апарати.
- Системи керування космічними апаратами.
- Космічний зв'язок та інформаційні системи.
- Дослідження Землі з космосу.
- Космічна фізика (навколоземний космічний простір).
- Астрономія та астрофізика.
- Хімічні, фізичні та біологічні процеси в космосі.
- Космічні матеріали і конструкції.
- Історичні, соціальні та організаційні аспекти дослідження космосу.

Журнал «Космічна наука і технологія» розрахований на фахівців у галузі космічної науки і техніки, на тих, хто займається використанням космічних технологій в різних галузях народного господарства, а також на закордонних читачів, які бажають ознайомитися з досягненнями космічної галузі України.
Журнал «Космічна наука і технологія» включено до переліку наукових фахових видань, в яких можуть публікуватися основні результати дисертаційних робіт з фізико-математичних та технічних наук.
Зміст журналу розкривається у національній реферативній базі даних «Україніка наукова» та в Українському реферативному журналі «Джерело». Входить до наукометричних баз Scopus, Web of Sciences та ін.